# حسین فریدون
حسین فریدون (زادهٔ ۱۳۴۲) سیاستمدار ایرانی است که دستیار ویژه سابق رئیس‌جمهور ایران، مشاور محمدجواد ظریف، وزیر امور خارجه ایران، و از اعضاء سابق تیم مذاکره‌کننده هسته‌ای ایران و گروه ۱+۵ بوده است. او در اوایل انقلاب ۱۳۵۷ فرماندار نیشابور و کرج و پس از آن سفیر ایران در مالزی بوده است. او همچنین سفیر فرهنگی ایران در سازمان ملل بوده است. او در اغلب جلسات هیئت دولت یازدهم شرکت می‌کرد و در اغلب موارد در کنار برادرش حسن روحانی، رئیس‌جمهور پیشین ایران، دیده می‌شد.
دادگاه در سال ۱۳۹۸، فریدون را به پنج سال زندان محکوم کرد و پرونده وی در خصوص تخلف در تحصیل دوره دکترا در دانشگاه شهید بهشتی، در اردیبهشت ۱۳۹۹ از مجلس به قوه قضائیه فرستاده شده بود.

## زندگیِ شخصی و تحصیلات
حسین فریدون دارای فرزندهایی با نام‌های علی و مریم است. همسر او آذر غفوری است. علی فریدون در آمریکا زندگی می‌کند.مریم فریدون در شعبه لندن دویچه بانک مشغول به کار شده است.

### تحصیل و اشتغال فرزند در انگلیس
سایت آمریکایی بیزینس اینسایدر دربارهٔ مریم فریدون می‌نویسد: «مریم فریدون دانشجوی مقطع کارشناسی دانشگاه کلمبیای آمریکا بوده و پس از آن با دریافت بورس تحصیلیِ لُرد دارِندورف (Lord Dahrendorf، جامعه‌شناس انگلیسی – آلمانی ۱۹۲۹–۲۰۰۹) توانسته در کالج مشهور دانشگاه اقتصاد لندن (London School of Economics)مشغول به تحصیل شود. این بورس تحصیلی، در قالب بورسیه‌هایی که دویچه بانک آلمان (Deutsche Bank) به دانشجویان کشورهای در حال توسعه و نوظهور اعطا می‌کند، به مریم فریدون داده شده است. هدف از اعطای این بورس تحصیلی کمک به دانشجویان نیازمند و فقیر در کشورهای درحال توسعه است و بر همین اساس، اعطای آن به دختر برادر رئیس‌جمهور ایران که وضع مالی مناسبی دارد، تعجب‌برانگیز است. شوهر مریم فریدون، سجاد خوشرو فرزند غلامعلی خوشرو که سفیر است می‌باشد و سجاد درحال تحصیل در آکسفورد است.»

### تحصیلات

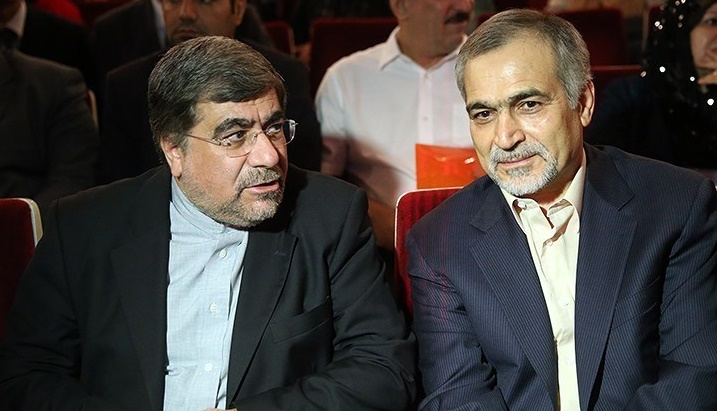
حسین فریدون در کنار علی جنتی

حسین فریدون در سال ۱۳۹۳ یعنی یکسال پس از روی کارآمدن دولت برادر خود، طی نامه‌ای از سوی سازمان سنجش آموزش کشور به دانشگاه شهید بهشتی معرفی و درخواست می‌شود که وی به عنوان دانشجوی دکترای روابط بین‌الملل، در این دانشگاه مهم کشور به تحصیل بپردازد.
شورای گروه علوم سیاسی و روابط بین‌الملل دانشگاه شهید بهشتی پس از معرفی حسین فریدون توسط سازمان سنجش، با اکثریت آرا به جد با این مسئله مخالفت و این موضوع را به سازمان سنجش اعلام می‌کند.
امّا حسین فریدون دست از پیگیری برنداشته و به همین دلیل مجدداً بعد از مدتی سازمان سنجش نامه‌ای به دانشگاه شهید بهشتی نوشته و می‌گوید: «حسین فریدون یک سال قبل در آزمون دانشگاه گیلان امتحان داده و قبول شده اما برای مصاحبه نرفته است، در صورتی که دانشگاه شهید بهشتی تمایل داشته باشد وی در این دانشگاه به تحصیل دکترا بپردازد.» مسئولان دانشگاه شهید بهشتی نیز پس از پیگیری‌های سازمان سنجش نهایتاً تصمیم می‌گیرند فریدون در «پردیس دانشگاه شهید بهشتی» به تحصیل بپردازد.
در این رابطه، ابراهیم خدایی رئیس سازمان سنجش آموزش کشور با اشاره به فرایند پذیرش حسین فریدون برادر رئیس‌جمهور در پردیس دانشگاه شهید بهشتی، اظهار داشت: فکر می‌کنم سال ۱۳۹۲ یا ۱۳۹۳ بود که آقای حسین فریدون با سهمیه ایثارگری در کنکور دکترای نیمه‌متمرکز شرکت کرد و با احتساب سهمیه ایثارگری در مرحله تکمیل ظرفیت حد نصاب نمره دانشگاه گیلان را کسب کرد و برای فرایند بررسی مدارک علمی و پذیرش به این دانشگاه معرفی می‌شود.

## مقام‌های سیاسی
پس از انقلاب، او به عنوان فرماندار نیشابور و پس از آن به عنوان فرماندار کرج منصوب شد. پس از حضور در دوران جنگ ایران و عراق وارد وزارت امور خارجه ایران شده و از آنجا به مدت ۸ سال به عنوان سفیر ایران در مالزی منصوب شد. سپس، به مدت چند سال به عنوان یکی از نمایندگان ایران در سازمان ملل متحد و بعد از آن به عنوان مشاور وزیر امور خارجه فعالیت کرد. وی پس از بازگشت به ایران، به عنوان مشاور رئیس مرکز تحقیقات استراتژیک مجمع تشخیص مصلحت نظام منصوب شد و تا مهر ۱۳۹۲ در این مقام حضور داشت.

### در دولت یازدهم و دوازدهم
با آغاز به کار دولت یازدهم جمهوری اسلامی ایران، پس از مدتی حسین فریدون به عنوان دستیار ویژه رئیس‌جمهور منصوب شد و کمی بعد در جریان مذاکرات لوزان و وین به تیم مذاکره‌کننده هسته‌ای پیوست و تا پایان مذاکرات و انعقاد برنامه جامع اقدام مشترک، در جلسات مذاکرات هسته‌ای ایران و پنج بعلاوه یک حضور داشت. پس از بازگشت به ایران، فریدون به‌عنوان مشاور حسن روحانی در مرکز تحقیقات استراتژیک مجمع تشخیص مصلحت نظام منصوب شد.
وزارت امور خارجه ایران، علت حضور او را «انجام مشورت‌ها و هماهنگی‌های لازم در طول مذاکرات» ذکر کرد. حسین فریدون در نقش «دستیار ویژه رئیس‌جمهور» در پایان هر روز گزارش مذاکرات را مستقیماً به برادرش حسن روحانی اطلاع می‌داده و اگر در میانه مذاکرات نیازی به کسب نظر رئیس‌جمهور بود نیز از طریق حسین فریدون انجام می‌شده است.

## فسادهای مالی

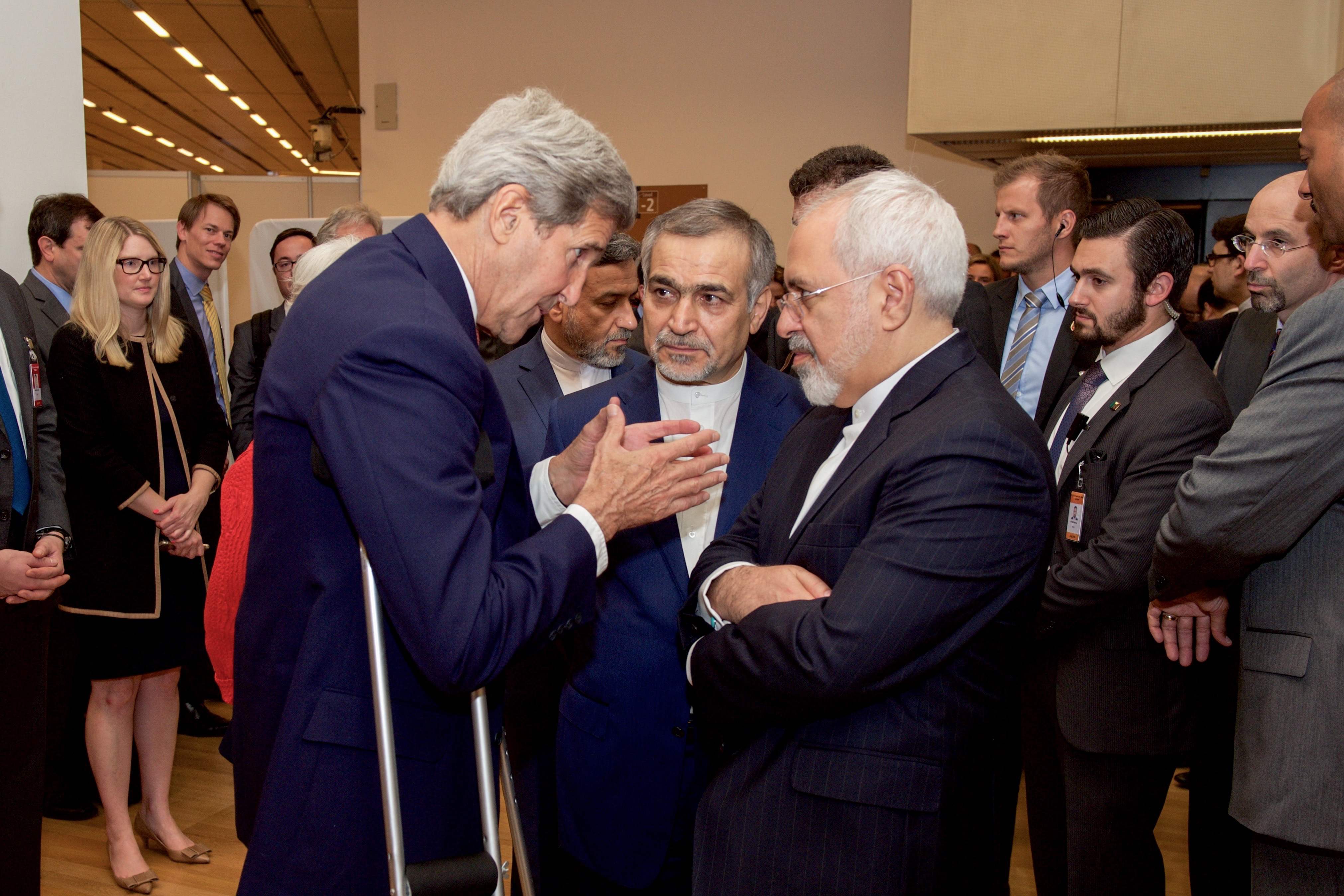
محمدجواد ظریف، وزیر امور خارجه ایران (راست)، حسین فریدون، دستیار ارشد رئیس‌جمهور ایران (میان) و جان کری، وزیر امور خارجه آمریکا (چپ) در جریان مذاکرات هسته‌ای وین

### حقوق‌های نجومی
حسین فریدون در ماجرای حقوقهای نجومی، به دخالت و اصرار در استخدام علی صدقی به سمت ریاست بانک رفاه کارگران متهم شد. صدقی یکی از شرکای تجاری فریدون بود که تا قبل از دولت روحانی با او شرکت صرافی دایر کرده و معاملات مشکوک ارزی می‌کرد. با توجه به اینکه مدیرعامل بانک ملت مستقیماً توسط وزیر امور اقتصادی و دارایی تعیین می‌گردد، انتصابات سریع و گروهی‌ای اهالی سرخه (همشهریان خانواده فریدون) و سپس دستگیری برخی از آنها بواسطه پرونده فساد مانند علی رستگار به سمت مدیر عامل، ناصر شاهین فر به سمت معاونت و عضو هیئت مدیره بانک ملت، و محمود نجاتی مدیر اصلی بخش ارزی بانک در بانک ملت که با تجارت ارزی حسین فریدون همخوانی داشت شائبه دخالت وی را نیز ایجاد نمود. همچنین گزارش‌هایی مبنی بر تلاش وی برای تغییر ترکیب هیئت مدیره بانک‌هایی نظیر سپه، ملی، تجارت و ملت با استفاده از عوامل خود در نهاد ریاست جمهوری و وزارت اقتصاد افشا گردید.
ناصر سراج رئیس سازمان بازرسی کل کشور در جهت پاسخ به افکار عمومی پس از افشاء شدن انتصاب غیرقانونی مدیرعامل بانک رفاه از اصرار و فشار «حسین فریدون» برای انتصاب علی صدقی خبر داد.

### فساد اقتصادی

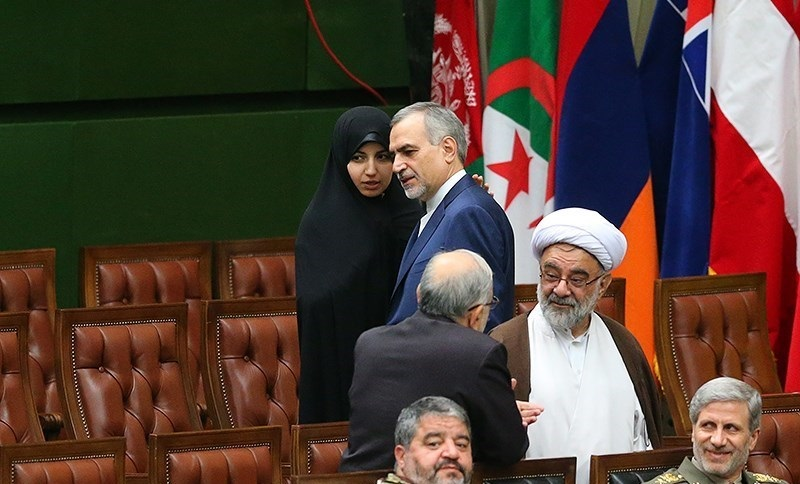
برادر و مشاور حسن روحانی، حسین فریدون درحال صحبت با دختر حسن روحانی

در آستانه انتخابات ۱۳۹۶ ریاست‌جمهوری ایران، منتقدان دولت با شدت بیشتری خواستار محاکمه حسین فریدون به اتهام فساد مالی شدند. سید ابراهیم رئیسی، یکی از رقبای حسن روحانی در دوازدهمین انتخابات ریاست جمهوری، در یکی از مناظره‌های زنده تلویزیونی، حسن روحانی را متهم کرد که مانع رسیدگی به جرایم «نزدیک‌ترین» افرادش شده است. او گفت معاون اول قوه قضاییه و دادستان کل کشور با اسناد و مدارک کافی به دفتر رئیس‌جمهور رفته‌اند اما حسن روحانی گفته موضوع فعلاً نباید پیگیری شود. همچنین محمدباقر قالیباف دیگر کاندیدای ریاست جمهوری اتهاماتی را متوجه حسین فریدون کرد.

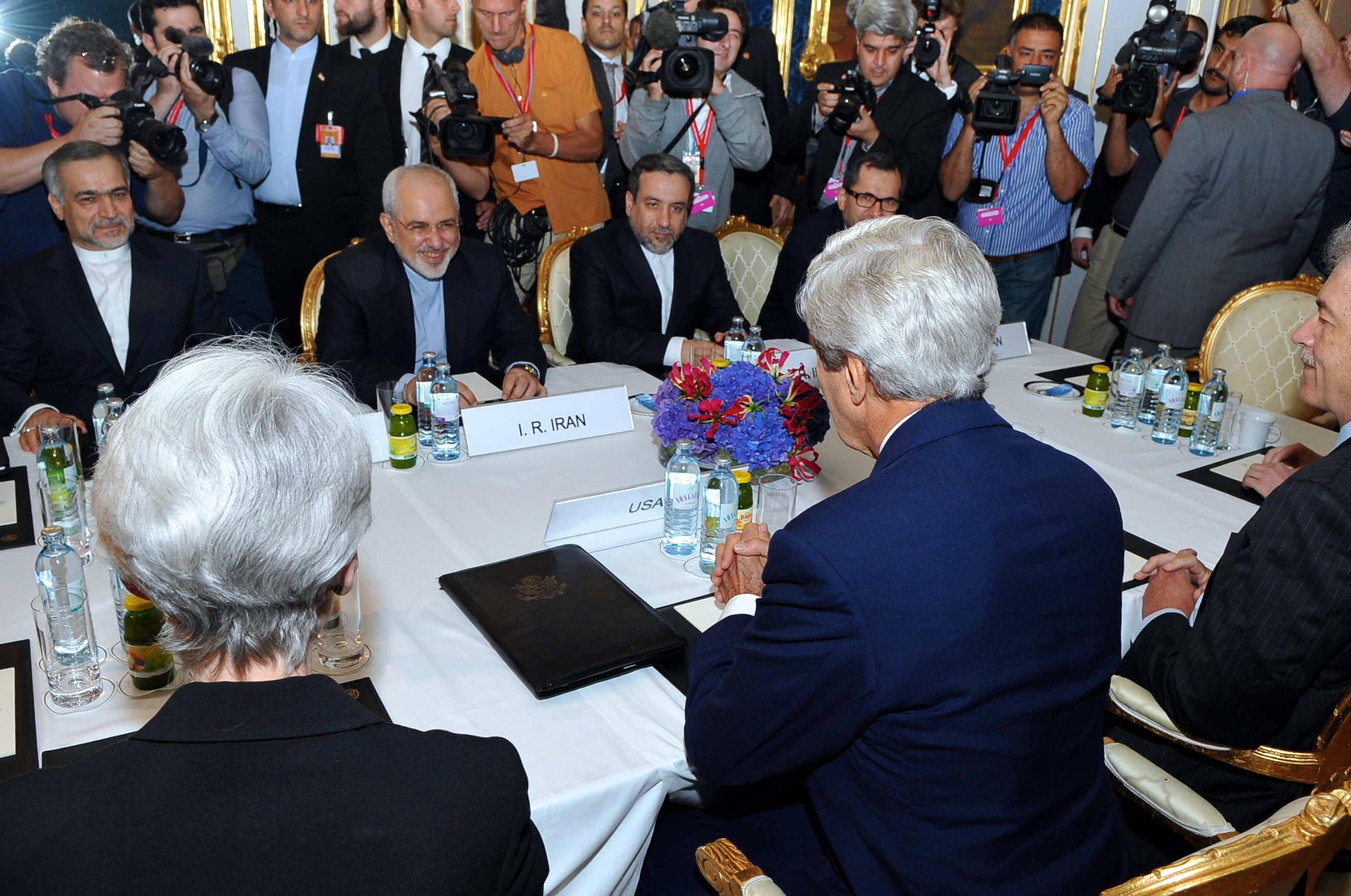
حسین فریدون، جواد ظریف، عراقچی و تخت روانچی در گفتگو با جان کری و وِندی شِرمن در جریان مذاکرات هسته‌ای

در اواخر سال ۱۳۹۵ شماری از نمایندگان اصولگرای مجلس، حسین فریدون را به ارتباط با رسول دانیال‌زاده متهم کردند؛ فردی که به گزارش برخی از وب‌سایت‌های خبری در ایران، از بدهکاران بزرگ بانکی است و روز ۲۵ دی ۹۵ بازداشت شده‌بود. رسول دانیال زاده مالک شرکت فولاد کاویان و شرکت فولاد گیلان و… می‌باشد. در ۱۲ بهمن همان سال، اکبر رنجبرزاده، یکی از اعضای هیئت رئیسه مجلس شورای اسلامی اعلام کرد که حسین فریدون در نامه‌ای به رئیس مجلس به اتهاماتی که برخی نمایندگان مجلس به او نسبت داده‌اند، اعتراض کرده است. ۴۶ نماینده اصولگرای مجلس روز ۱۵ دی در نامه‌ای، فریدون را به «فساد اقتصادی» متهم کرده و از حسن روحانی خواسته بودند تا برادرش را به قوه قضاییه معرفی کند.

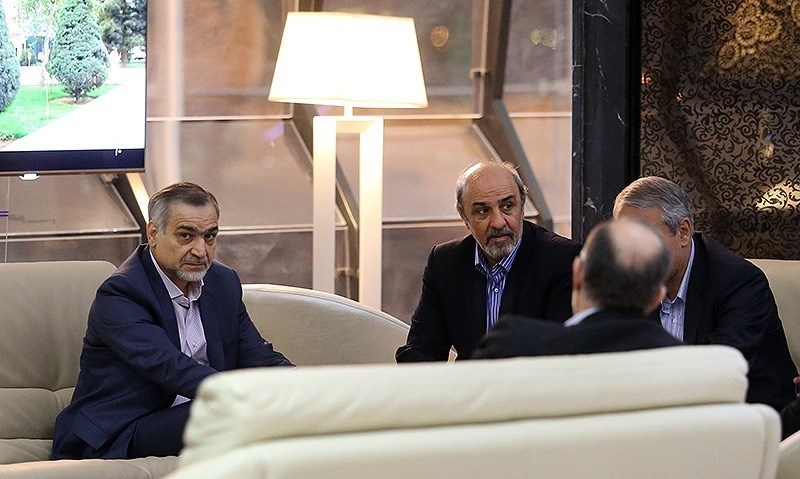
حسین فریدون به همراه علی کفاشیان و محمود گودرزی پیش از بازی تیم ملی فوتبال ایران در جام جهانی ۲۰۱۴

### انتقال به زندان
در ۲۵ تیر ۱۳۹۶ غلامحسین محسنی اژه‌ای، سخنگوی قوه قضاییه ایران خبر داد که حسین فریدون پس از چندبار بازجویی همراه با افراد دیگر مرتبط به زندان منتقل شده است. محسنی اژه‌ای در یک کنفرانس خبری گفت: «دیروز برای ایشان قرار تأمین صادر شد و چون تأمین نشده، به زندان منتقل شده است؛ یعنی این قرار بازداشت موقت نیست و قرار تأمین وثیقه است و هرگاه قرار تأمین شود، او از زندان آزاد می‌شود.»
صبح روز ۲۶ تیر ۱۳۹۶ حسین فریدون به منظور تکمیل پرونده در شعبه بازپرسی دادسرای کارکنان دولت حضور یافت اما به خاطر نامناسب بودن حال عمومی توسط آمبولانس از دادسرا به بیمارستان منتقل شد. سپس عصر همان روز با تودیع وثیقه ۵۰ میلیارد تومانی آزاد شد.
علی خضریان در ۱۹ شهریور ۱۴۰۰ گزارش‌داد که برخلاف قانون حسین فریدون و هادی رضوی ماه‌ها خارج از زندان هستند.

#### سلول حسین فریدون در زندان اوین
پس از نفوذ به دوربین‌های زندان اوین تصاویر منتشر شده از سلول‌های زندان اوین نشان می‌داد که برخلاف زندانیان عادی که در سلول‌های با امکانات بسیار کم و شرایط نامناسب به همراه خشونت مأموران زندان زندگی می‌کنند اما سلول حسین فریدون که به‌دلیل فسادهای مالی در زندان اوین به سر می‌برد دارای امکانات آسایش و رفاهی بسیار می‌باشد که سایر زندانیان عادی آن‌ها را ندارند. پس از آن مشخص شد تصاویر اتاق با امکانات رفاهی حسین فریدون مربوط به چندین ماه قبل بوده است و ماه‌ها قبل حسین فریدون همراه با هادی رضوی برخلاف قانون به مرخصی رفته‌اند و ادعای حضور حسین فریدون در زندان توسط محمدمهدی حاج‌محمدی، رئیس وقت سازمان زندان‌ها کذب بوده است.

#### درخواست حسین فریدون پیش از زندان
حسین فریدون پیش از ورود به زندان در نامه‌ای به قوه قضائیه نوشت:
من خوشحالم که برای انقلاب تلاش کردم. هیچ‌کس — چه پرداخت کننده، چه دریافت کننده — مبلغ‌ها را رشوه نمی‌داند و نام آن را رشوه نمی‌گذارند. رشوه اصولاً در یک فرایند قضایی معنا دارد. پس مبالغ دریافت و پرداخت شده رشوه نمی‌باشند.
غلام‌حسین اسماعیلی سخنگو وقت قوه‌قضائیه دربارهٔ زنانی که در فسادهای مالی حسین فریدون شرکت داشته‌اند گفت: «وضعیت بانوان شرکت داشته در پرونده حسین فریدون در نظر گرفته می‌شود و جزای کیفری فسادهای مالی شامل بانوان در پرونده حسین فریدون نمی‌شود.»

### صدور حکم فساد برادر روحانی
سرپرست مجتمع قضائی کارکنان دولت ۱۴ اردیبهشت ۱۳۹۸ خبر داد که حکم پرونده حسین فریدون صادر شده است. قاضی حسینی در حاشیه مراسم تودیع و معارفه دادستان تهران گفت: این فرد در حکم دادگاه در ارتباط با برخی اتهامات تبرئه و در ارتباط با بخش دیگری از اتهامات، به حبس محکوم شده که با توجه به قطعی نبودن حکم صادره از بیان جزئیات معذورم. او در پاسخ به این سؤال که فریدون پرونده دیگری نیز در دادسرا دارد؟ گفت: آن پرونده در دادسرا است و فعلاً برای ما ارسال نشده است. حسینی در خصوص سایر متهمان این پرونده هم گفت: برای سایر متهمان هم حکم صادر شده است.
در ۹ مهر ۱۳۹۸ سخنگوی قوه‌قضائیه اعلام کرد حسین فریدون به اتهام اخذ رشوه به ۵ سال حبس قطعی و رد مال به مبلغ ۳۱ میلیارد تومان محکوم شده است. در رای نهایی دادگاه تجدیدنظر، حکم هفت سال حبس فریدون به پنج سال تقلیل یافته است.

## حواشی و واکنش‌ها

### عیادت از مهدی کروبی
در ۱۷ آذر ۱۳۹۴ و به دنبال عمل جراحی پای مهدی کروبی، دبیرکل حزب اعتماد ملی و از نامزدهای معترض به نتایج انتخابات ۱۳۸۸ که در حبس خانگی به سر می‌برد، به عنوان نماینده ویژه رئیس‌جمهور به دیدار وی رفته و از او عیادت نمود.

### مذاکرات هسته‌ای
حسین فریدون در مذاکرات هسته‌ای هم حضور فعال داشت و منتقدان مذاکرات هسته‌ای از این موضوع انتقاد می‌کردند. از او به عنوان «چشم و گوش» حسن روحانی در مذاکرات هسته‌ای نام برده می‌شد.
| مناصب سیاسی               | مناصب سیاسی             | مناصب سیاسی |
| ------------------------- | ----------------------- | ----------- |
| پیشین: ؟                  | فرماندار نیشابور ۱۳۶۰–؟ | پسین: ؟     |
| پیشین: رضا صادقیان تهرانی | فرماندار کرج ؟ –۱۳۶۰    | پسین: ؟     |